# Еремян, Арман Степанович
Арман Степанович Еремян (арм. Արման Երեմյան; род. 29 января 1986, Ереван, Армянская ССР) — армянский тхэквондист, многократный чемпион Армении, чемпион Европы (2008). Мастер спорта Армении международного класса.

## Биография
Арман Еремян родился 29 января 1986 года в Ереване. Начинал заниматься тхэквондо под руководством Геворга Даниеляна. В 2001—2003 годах участвовал и становился призёром юниорских международных соревнований. В 2005, 2007 и 2009 годах трижды завоёвывал бронзовые медали на Универсиадах. Наиболее значимым успехом в спортивной карьере Армана Еремяна стала его победа на чемпионате Европы в Риме (2008). Таким образом он вошёл в историю как первый армянский тхэквондист, ставший чемпионом Европы.
В 2012 году, выиграв лицензионный турнир в Казани, Арман Еремян добился права выступить на Олимпийских играх в Лондоне, что также стало беспрецедентным успехом в истории армянского тхэквондо, впервые получившего представителя на Олимпийских играх. На церемонии открытия Олимпийских игр в Лондоне ему была доверена честь нести флаг Армении. На предварительном этапе олимпийского турнира Арман Еремян выиграл у канадца Себастьяна Мишо (8:4) и голландца Томми Моллета (6:4), однако в полуфинале уступил с минимальным счетом представителю Аргентины Себастьяну Крисманичу (1:2), ставшему впоследствии олимпийским чемпионом, а потом в борьбе за бронзовую медаль проиграл британцу Лутало Мухаммаду (3:9).